# Granit

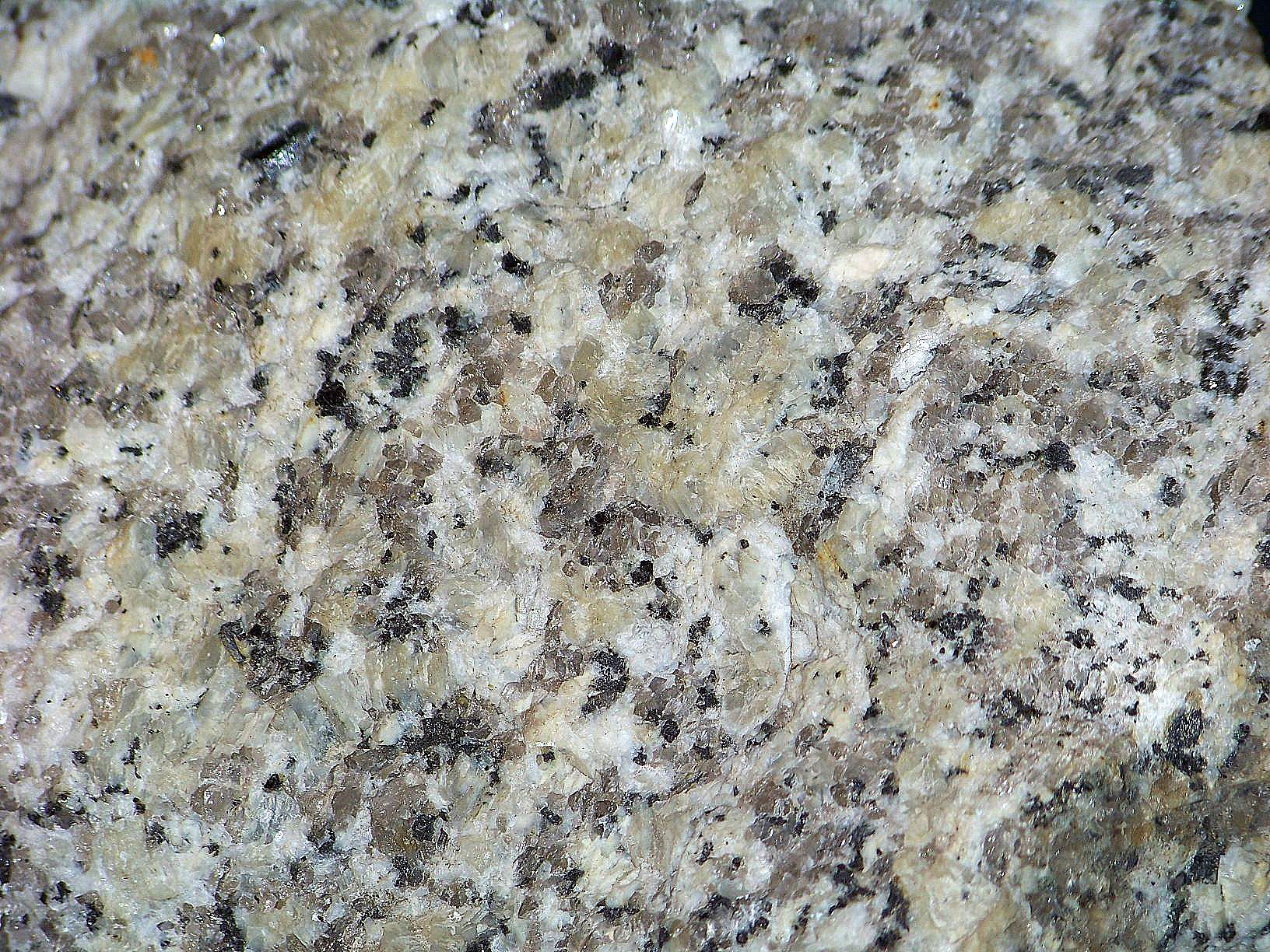
Nahaufnahme einer relativ frischen Bruchfläche eines typischen mittelkörnigen Granits („Strehlener Granit“ aus der Gegend von Strzelin, Karbon, Vorsudeten, Polen). Dunkelgraubraun bis mittelgraue Körner: Quarz; hellbraun, gelblich und weißlich: Feldspäte; schwarz: Biotit.

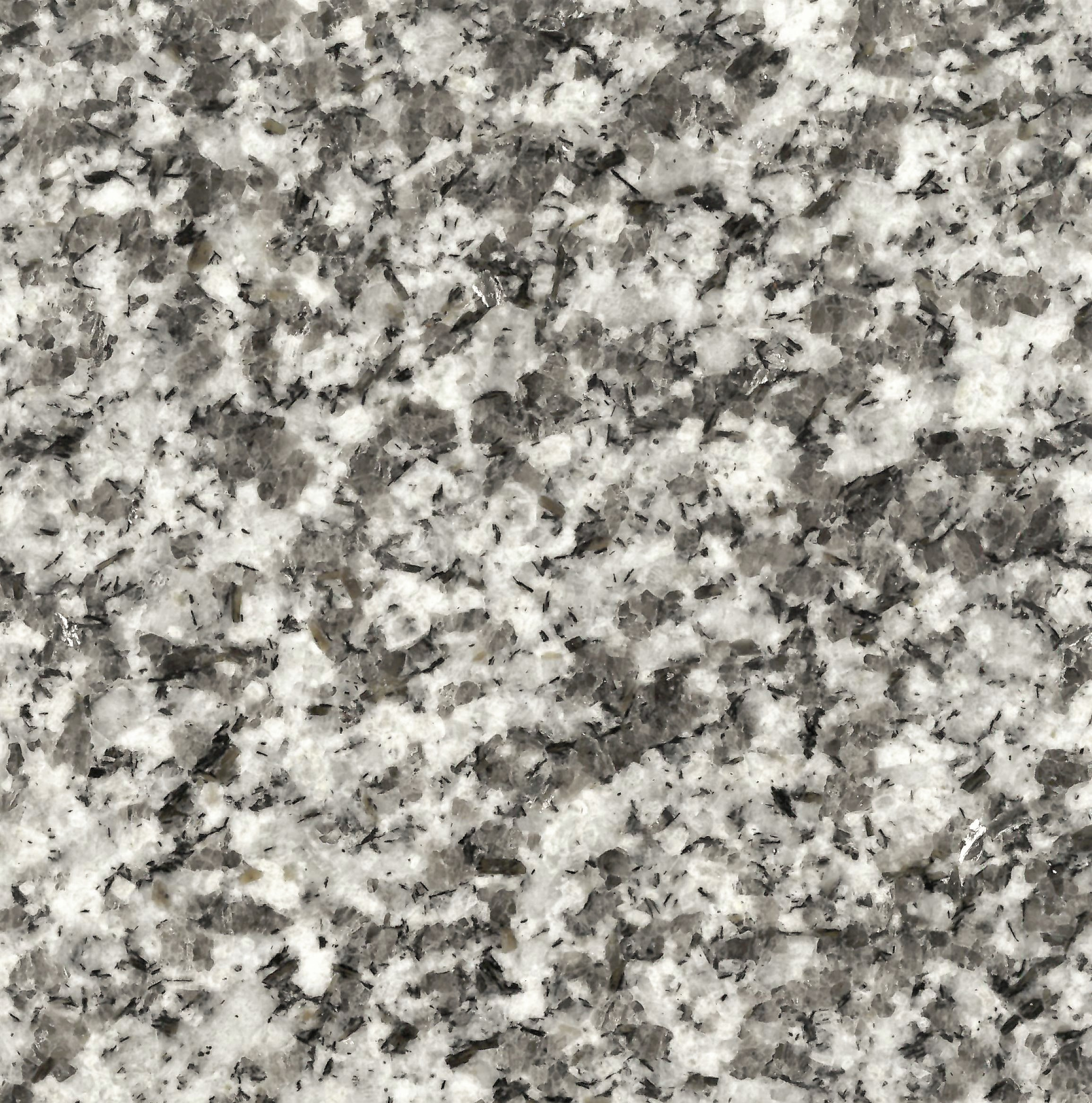
Gris-Nevada-Granit

Granite (von lat. granum „Korn“) sind massige und relativ grobkristalline magmatische Tiefengesteine (Plutonite), die reich an Quarz und Feldspaten sind, aber auch dunkle (mafische) Minerale, vor allem Glimmer, enthalten. Der Merkspruch „Feldspat, Quarz und Glimmer, die drei vergess’ ich nimmer“ gibt die Zusammensetzung von Granit vereinfacht wieder. Granit entspricht in seiner chemischen und mineralogischen Zusammensetzung dem vulkanischen Rhyolith. Granit tritt gewöhnlich massig auf und kann durch horizontal und vertikal verlaufende Klüfte (dreidimensionales Kluftnetz) in quaderförmige Blöcke zerlegt sein. Seltener ist Granit im Dachbereich der Intrusion plattig ausgebildet.

## Begrifflichkeit und Abgrenzung
In der Umgangssprache wird das Wort Granit häufig als Überbegriff für verschiedene plutonische Gesteine verwendet, die hinsichtlich ihrer Farbe, Textur, Körnung, ihrer chemischen Zusammensetzung und ihrem Mineralbestand den eigentlichen Graniten (einschließlich der Alkalifeldspatgranite) mehr oder weniger ähneln. Dabei handelt es sich um Granodiorite und Tonalite sowie um Monzonite, Diorite und Anorthosite. Diese Gesteine werden, sofern sie einen Quarzanteil von mehr als 20 % besitzen, petrographisch unter den Oberbegriffen Granitoide oder granitische Gesteine zusammengefasst. Monzonite, Diorite und Anorthosite haben weniger als 20 % Quarz und sollten daher weder als „Granit“ noch als „Granitoid“ bezeichnet werden.
Zudem werden des Öfteren dunkle Naturwerksteine magmatischen Ursprunges als „schwarze Granite“ bezeichnet (z. B. der „svart granit“ von Älmhult in Südschweden). Diese Gesteine weisen in aller Regel weniger als 20 % Quarzanteil auf und sind petrographisch meist als Gabbros, Norite, Mikrogabbros (Dolerite), Basalte und Basanite einzuordnen (vgl. → melanokrates Gestein). Granite im petrographischen Sinn sind nie schwarz – sie zählen zu den hellen (leukokraten) Gesteinen.
Auch viele Gneise werden im Handel als „Granit“ angeboten. Gneise können in ihrer Zusammensetzung echten Graniten zwar sehr ähnlich sein (siehe Verwandte Gesteine), jedoch handelt es sich um metamorphe Gesteine, die eine „schiefrige“ Textur (Foliation) aufweisen, wohingegen Granite, wie alle unmetamorphen Plutonite, eine richtungslos-körnige Textur haben. Dadurch haben Gneise eine höhere Belastbarkeit (Biegezugfestigkeit) als Granit, jedoch nur, wenn die Biegespannung quer zur Foliation wirkt.
In der Redewendung „auf Granit beißen“ als Ausdruck für die Aussichtslosigkeit, in einer bestimmten Angelegenheit bestehende Widerstände überwinden zu können, steht „Granit“ sinnbildlich für Härte und Widerstandsfähigkeit.

## Entstehung

### Allgemeines
Granite entstehen durch die Kristallisation von Gesteinsschmelzen (Magma) innerhalb der Erdkruste, meistens in einer Tiefe von mehr als zwei Kilometern unter der Erdoberfläche. Im Gegensatz dazu stehen die vulkanischen Gesteine, bei denen das Magma bis an die Erdoberfläche dringt. Granit ist deshalb ein Tiefengestein (Fachausdruck: Plutonit). Gesteine, die sehr nahe der Erdoberfläche (weniger als zwei Kilometer) erstarren, nennt man hingegen Subvulkanite, Übergangsmagmatit oder Ganggestein, werden aber oft auch unter dem Begriff Vulkanit subsumiert. Die Schmelztemperatur von granitischen Magmen unter Atmosphärendruck liegt bei 960 °C, bei fluidreichen Magmen verringert sich die Schmelztemperatur auf bis zu 650 °C.
Granite entstehen in den meisten Fällen nicht aus Material des Erdmantels, sondern aus aufgeschmolzenem Material der unteren Erdkruste. Für die Entstehung von Magmakammern muss mit Zeiträumen von 10 bis 15 Millionen Jahren gerechnet werden.

### Granitgenese

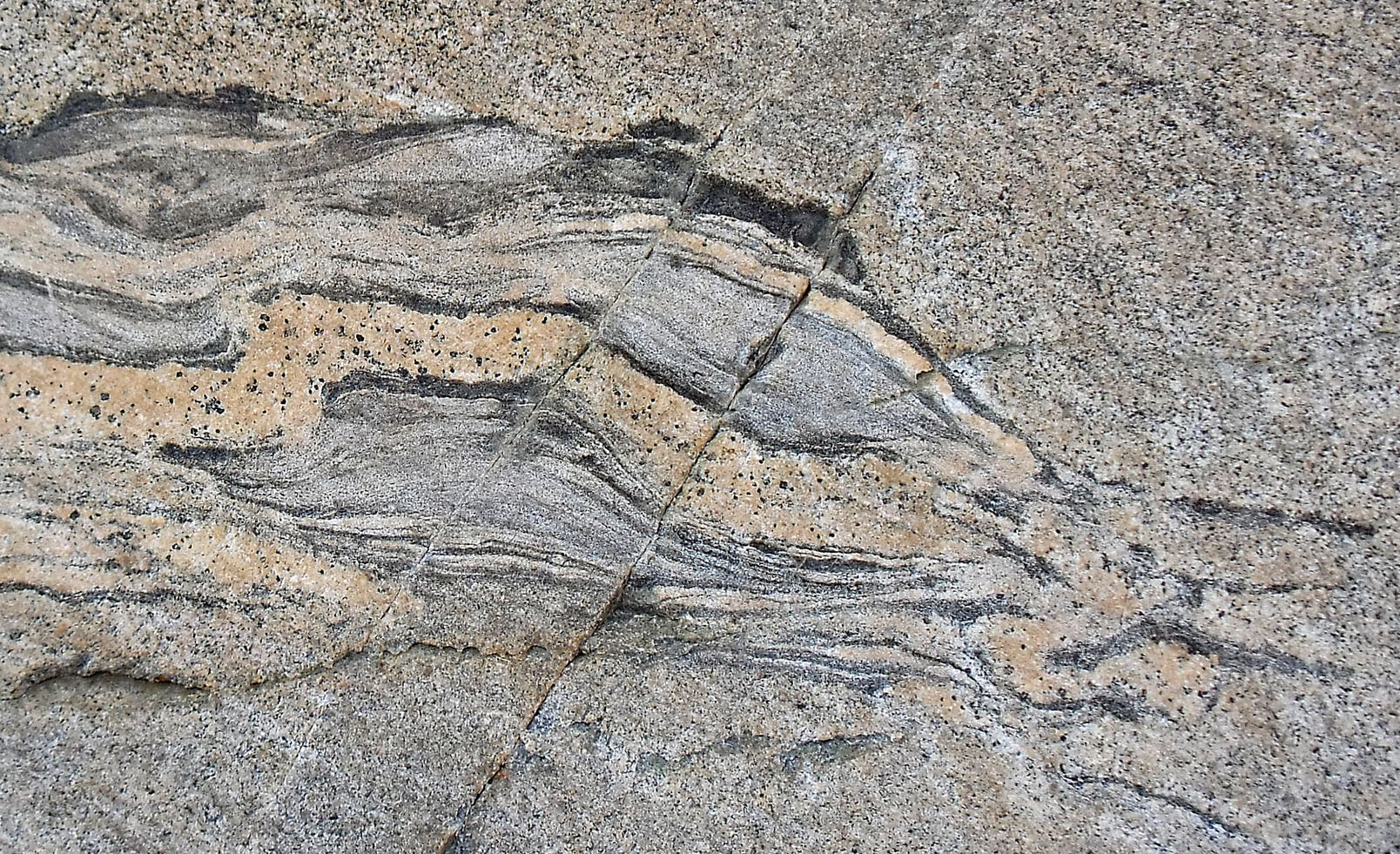
Einschlüsse von Metasedimenten sind typisch für S-Typ-Granite (neoarchaischer Granit in Nunavut, Kanadischer Schild); breite des Bildausschnittes ca. 60 cm

Klassisch werden drei Granit-Typen nach Chapell und White (1974) unterschieden:
- I-Typ-Granite (igneous source, d. h. aus Magmatiten erschmolzen) sind vorwiegend bei Ozean-Kontinent-Kollisionen zu finden, seltener an mittelozeanischen Rücken oder Hotspots. Mineralogisch zeichnen sie sich häufig durch einen hohen Bestandteil an Biotit und Amphibol (v. a. Hornblende) aus.
- S-Typ-Granite (sedimentary source, d. h. aus Sedimentiten erschmolzen) sind das Ergebnis einer Aufschmelzung von metamorphen Sedimentgesteinen in der unteren kontinentalen Kruste. Diese Gesteine sind peralumisch, weshalb vor allem Al-Silikate wie Muskovit (weswegen sie den Beinamen Zweiglimmergranit innehaben), Cordierit oder Minerale der Al2SiO5-Gruppe hierin vorkommen. Sie werden vor allem dann gebildet, wenn es zur Druckentlastung von kontinentaler Kruste beispielsweise durch den „Kollaps“ (Extrusion) der stark verdickten Kruste eines jungen Faltengebirges kommt, wie es seinerzeit im Variszischen Gebirge der Fall war.[5]
- A-Typ-Granite (anorogenic source, d. h. außerhalb von gebirgsbildenden Ereignissen oder postorogen entstanden) treten oft bei beginnendem Aufreißen kontinentaler Kruste in Erscheinung.[6] Das partiell aufgeschmolzene krustale Ausgangsmaterial unterging vermutlich bereits davor mindestens einer partiellen Aufschmelzung (Residuen granulitischer Zusammensetzung nach Extraktion eines orogenen Granites).[7]

Okrusch und Matthes (2009) fügen noch einen vierten sog. M-Typ-Granit (mantle source) hinzu. Es handelt sich hierbei um relativ selten vorkommende Restdifferentiate von Mantelschmelzen. Diese können sowohl an ozeanischen Inselbögen als auch an Hotspots entstehen. Noch neuere Literatur führt auch noch einen C-Typ-Granit an (charnockitic source).
Durch Isotopenverhältnisse in erster Linie von Strontium ist heute weitgehend die Herkunft und die Anteile der jeweiligen Stammmagmen aus Kruste und Mantel geklärt.

### Magmenaufstieg und -differentiation
Tektonische Verwerfungen, die durch Spannungen in der Erdkruste entstehen, dienen den Magmen als Aufstiegswege in die obere Kruste. Man bezeichnet den Aufstieg bzw. die Platznahme derartiger Magmamassen nach oben als Intrusion. Dabei bilden sich in der Erdkruste große, oft riesige Magmenkörper. Sie erreichen beträchtliche Ausmaße von mehreren Kilometern bis hin zu mehreren 100 Kilometern Länge und Breite. Diese Körper nennt man Pluton, wenn sie, wie im Fall von Granit, sich in relativ großer Entfernung (mehrere Kilometer) zur Erdoberfläche ausbilden.
Durch tektonische Prozesse kann es zu einer Abschnürung der Magmenaufstiegswege kommen. Es entsteht dann eine isolierte Magmenkammer. Häufig bleiben aber auch die Aufstiegswege in Verbindung mit dem Intrusionskörper. Daneben tritt aber auch der Fall auf, dass Magmen beim Aufstieg aufgehalten werden, da sie durch die teilweise Aufschmelzung des umgebenden Gesteins Wärme abgeben. Häufig enthalten sie dann unaufgeschmolzene Mineralkörner oder Gesteinsfragmente aus dem Nebengestein.
Die ursprüngliche Zusammensetzung eines Magmas hängt vom Bildungsort und den physikalischen Bedingungen ab, unter denen die Aufschmelzung erfolgte. Dies ist der Grund dafür, dass es viele verschiedene magmatische Gesteine gibt. Damit ein Granit entsteht, muss entweder bereits dessen ursprüngliches Magma eine (annähernd) dem Granit entsprechende chemische Zusammensetzung gehabt haben, oder aber die Zusammensetzung des Magmas muss sich während des Aufstieges entsprechend ändern. Bei einem relativ langsamen, schrittweisen Aufstieg eines im oberen Mantel entstandenen Magmas basaltischer Zusammensetzung in relativ mächtiger kontinentaler Erdkruste kristallisieren die dunklen Minerale, die auch meistens eine hohe Dichte haben, wegen ihres höheren Schmelzpunktes zuerst und verbleiben deshalb in tieferen Krustenniveaus. Quarz oder Kalifeldspat hingegen kristallisieren erst später aus, sodass das Magma während des Aufstiegs eine zunehmend granitische Zusammensetzung erhält. Diesen Prozess nennt man magmatische Differentiation. Auch durch Interaktion der relativ heißen Mantelschmelzen mit „granitischer“ Unterkruste kann sich die Zusammensetzung dieser Schmelzen ändern.

### Kontakt zum Nebengestein

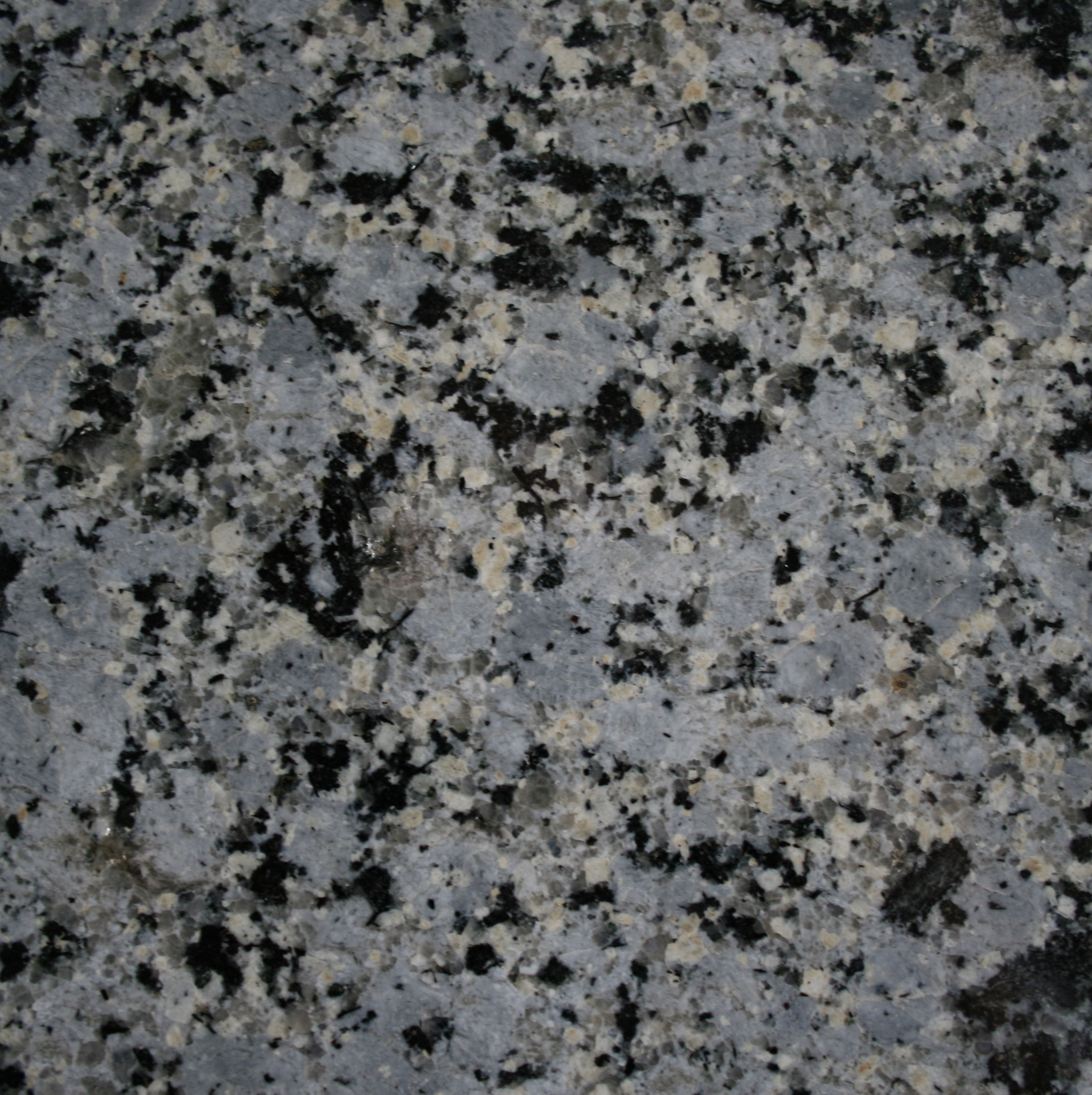
Polierte Platte von Kösseine-Granit, einem seltenen blauen Granit (ca. 15 cm ×15 cm)

Der Kontakt mit dem Nebengestein führte in den Randbereichen des Magmas zu „Verunreinigungen“ und zu einem rascheren Erkalten des Magmas. Häufig entstehen dabei besonders ausgefallene Gesteinsvarietäten und Minerale. Dieses trifft zum Beispiel auf den bläulichen Kösseine-Granit aus dem Fichtelgebirge zu, bei dem es durch Vermischung der Schmelze mit tonigem Nebengestein zur Bildung von feinen Mikroklinkristallen kam, welche die bläuliche Einfärbung verursachen.
Weiterhin wird auch das Nebengestein durch die hohe Temperatur und durch die Materialzufuhr aus dem heißen Magma deutlich verändert und in ein metamorphes Gestein umgewandelt. Bekanntestes Beispiel sind die Hornfelse.

### Nach der Erstarrung
Durch weitere Bewegungen der Erdkruste und Abtragung des darüber befindlichen Gesteins gelangt dann der erstarrte Granit an die Erdoberfläche. Dabei kann sich der Granit durch tektonische oder hydrothermale Prozesse deutlich verändern. Mit dem Erreichen der Erdoberfläche setzt außerdem die Verwitterung und Abtragung des Granits selbst ein. Bei genügend langer Zeitdauer und warm-feuchtem Klima kann die Verwitterung mehr als 100 m in die Tiefe reichen. Dieser Prozess vollzieht sich in Zeiträumen von Zehntausenden von Jahren.

## Aussehen

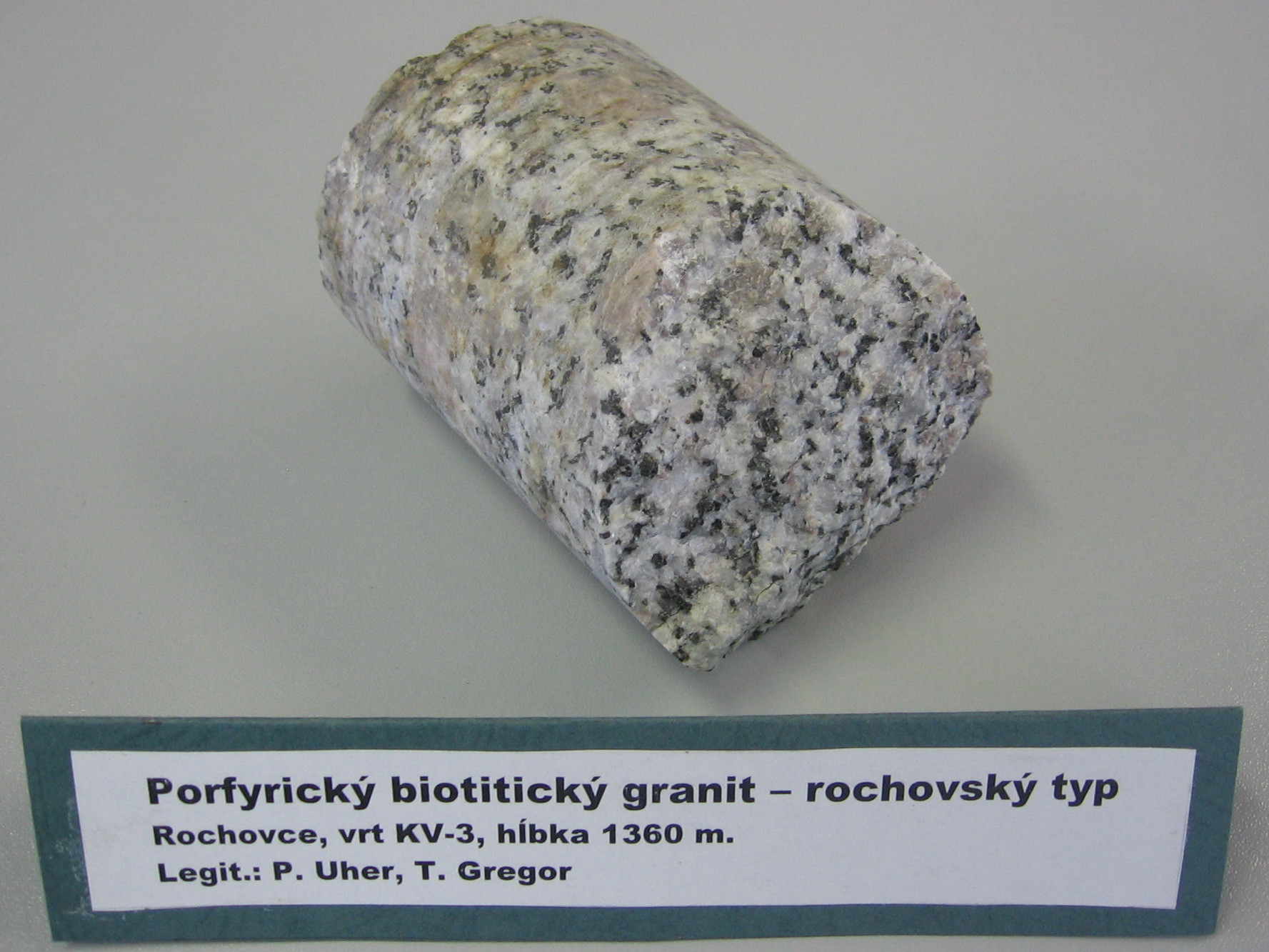
Bohrkernprobe eines porphyrischen Granits („Rochovce-Granit“, Oberkreide, Untergrund der slowakischen Karpaten): in der relativ grobkörnigen Grundmasse befinden sich große, rosafarbene Kalifeldspäte

Im Allgemeinen ist Granit mittel- bis grobkörnig. Er besitzt eine homogene Mineralverteilung mit oft richtungsloser Textur und die daraus resultierende relativ gleichmäßige Optik. Die Struktur von Granit ist durch unmittelbaren Kornverband gekennzeichnet, die Größe der Kristalle schwankt meistens zwischen einem und mehreren Millimetern. Man kann für gewöhnlich alle Kristalle mit bloßem Auge erkennen. Neben gleichkörnigen Graniten, bei denen nahezu alle Kristalle dieselbe Größenklasse besitzen, gibt es auch sehr häufig ungleichkörnige oder porphyrische Granite. Dort sind einzelne Kristalle, meistens handelt es sich um Feldspäte, um ein Mehrfaches größer als die Kristalle der Matrix. Ein bekannter porphyrischer Granittyp ist der Rapakiwi.
Das Farbspektrum reicht bei Graniten von hellem Grau bis bläulich, rot und gelblich. Dabei spielen die Art der Erstarrung (Kristallisation) und Umwelteinflüsse, denen das Gestein ausgesetzt war, ebenso eine Rolle wie der Mineralgehalt. Die gelbe Farbe angewitterter Granite kommt von Eisenhydroxidverbindungen (Limonit), die infolge von Verwitterungseinflüssen aus primär im Granit enthaltenen Eisen führenden Mineralen entstanden sind.
Farbtabelle für Granite:
| Mineral                      | Anteil  | Färbung                                                                                |
| ---------------------------- | ------- | -------------------------------------------------------------------------------------- |
| Orthoklas- oder Kalifeldspat | 40–60 % | meist kräftig rot bis rötlich oder rosa, selten bläulich, grün oder blau               |
| Plagioklas-Feldspat          | 0–30 %  | meist weiß bis weißgrau und nur selten farbig                                          |
| Quarz                        | 20–40 % | meist farblos transparent, selten grau, blaugrau oder rosa                             |
| Biotit (Glimmer)             | 0–15 %  | ist schwarzbraun bis schwarz und kontrastiert daher mit den Quarz- und Feldspatkörnern |

## Mineralbestand

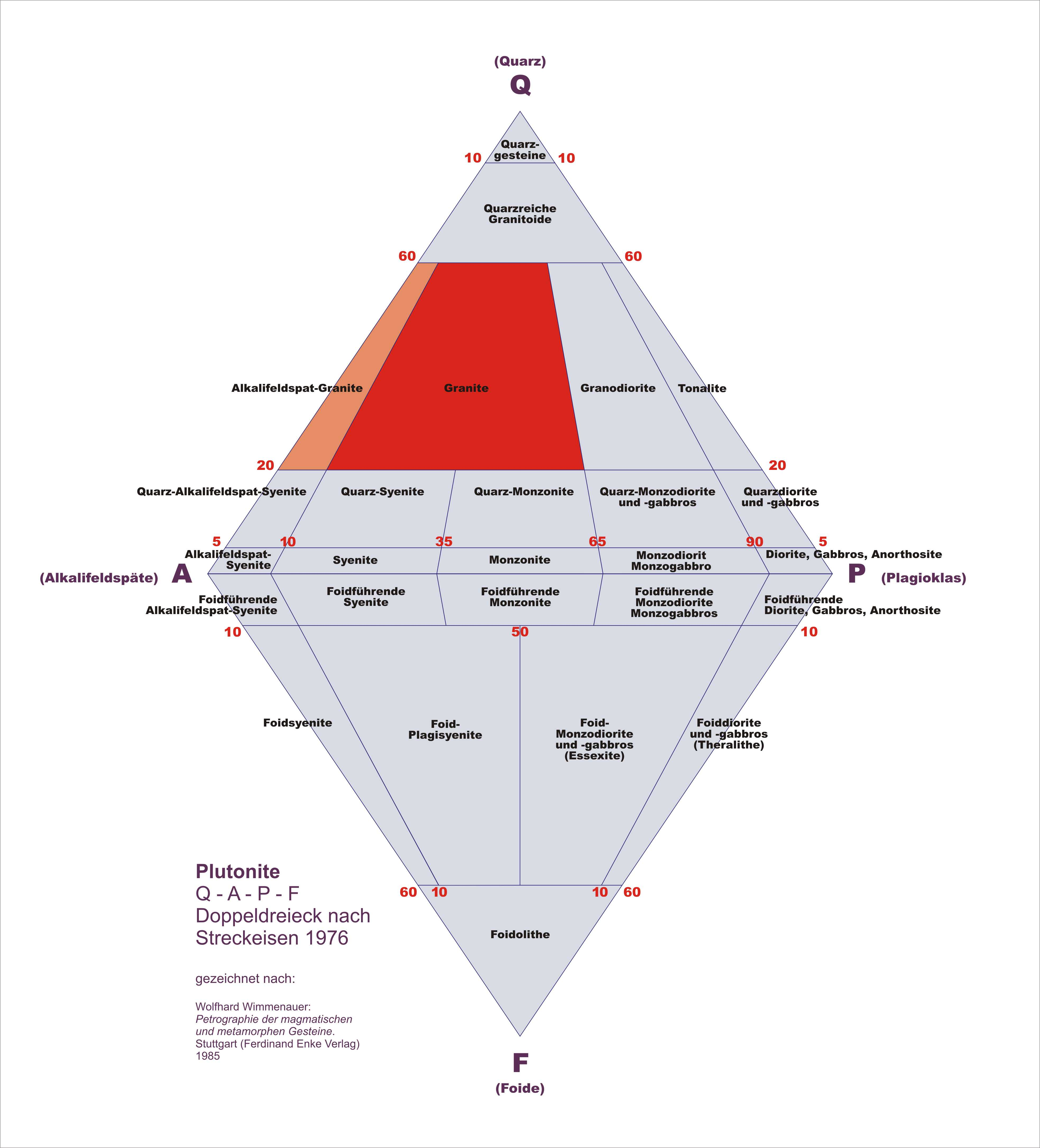
Granite (rot) und Alkaligranite (orange) im Streckeisendiagramm. Alle Gesteine, die sich im oberen Teil des Diagramms zwischen der 90er (hier fälschlich mit einer „10“ versehen) und 20er Quarz-Linie befinden, werden als granitische Gesteine oder Granitoide bezeichnet.

### Zusammensetzung

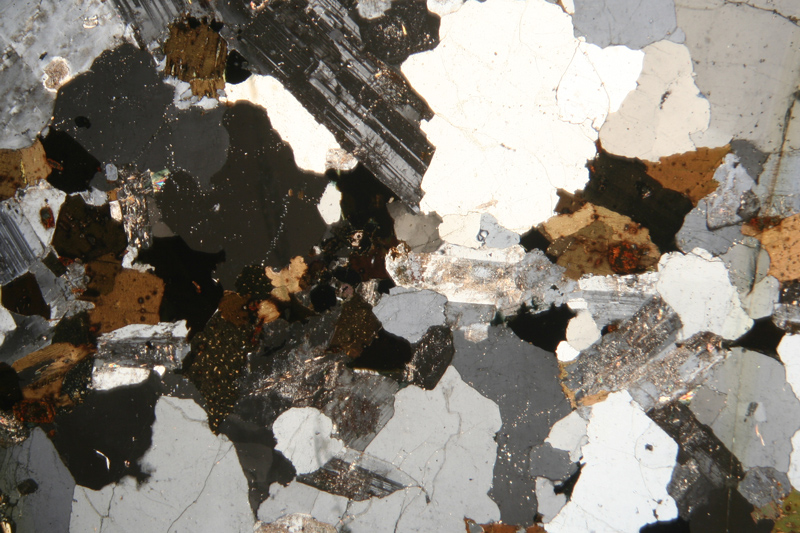
Granit im Dünnschliff unter dem Polarisationsmikroskop bei gekreuzten Polarisatoren (Breite des Bildausschnitts ca. 4 mm). Quarz- und Kalifeldspatkörner erscheinen uniform in Grau- und Weißtönen, Plagioklas zeigt typische Streifung und Biotit erscheint in Brauntönen. Die Feldspäte zeigen außerdem eine „Sprenkelung“, bei der es sich um punktuelle Umwandlung in Serizit handelt.

Granite bestehen hauptsächlich aus Quarz, Feldspäten und zu etwa 20–40 Massen-% aus dunklen, mafischen Mineralen. Bei den mafischen Mineralen handelt es sich vorwiegend um Biotit (Dunkelglimmer), seltener um Amphibole, Pyroxene oder andere. Bei den Feldspäten überwiegen die Alkalifeldspäte gegenüber den Plagioklasen. Zu den wesentlichen hellen Gesteinsbestandteilen des Granits zählt auch der Hellglimmer Muskovit. Als Akzessorien (Nebenbestandteile) führen Granite Zirkon, Apatit, Titanit, auch Magnetit, Rutil, Ilmenit oder andere Erzminerale, die zum Teil aus überprägten Zonen stammen können.

### Verwandte Gesteine
Mit dem Granit eng verwandt und in Plutonen oft mit diesem vergesellschaftet sind andere magmatische Tiefengesteine, die eine leicht abweichende chemische Zusammensetzung haben und zusammen mit dem Granit als Granitoide bezeichnet werden. Dazu gehören der Alkalifeldspatgranit (Plagioklas fehlt weitgehend bis vollständig), Granodiorit (Plagioklas überwiegt über Kalifeldspat) und im weiteren Sinne auch der Diorit (Kalifeldspat fehlt weitgehend). Ebenfalls chemisch den Graniten sehr ähnlich und im Gefolge selbiger auftretend sind Pegmatite, die sich in erster Linie durch ihr riesenkörnige Gefüge von Granit unterscheiden und, da sie aus Restschmelzen hervorgehen, stark mit sogenannten inkompatiblen Elementen wie Lithium angereichert sind. Lange bei den Graniten eingeordnet wurde Charnockit, der sich durch einen relativ hohen Anteil an Orthopyroxenen auszeichnet. Jedoch sind zumindest ein Teil der Charnockite nicht magmatischen, sondern metamorphen Ursprunges.
Darüber hinaus ist Granit das entsprechende Tiefengestein zu den vulkanischen Gesteinen Rhyolith und Obsidian. Alle drei sind saure Gesteine, das heißt, sie besitzen einen hohen SiO2-Gehalt. Sie unterscheiden sich nur durch ihre Kristallisationsgeschwindigkeit sowie, damit verbunden, das Gesteinsgefüge bzw. die chemische Struktur.
Im Zuge einer Metamorphose durchbewegte und moderat „geschieferte“ Granite fallen unter den Oberbegriff Orthogneis. Ist Granit als Ausgangsgestein eines Orthogneises noch deutlich identifizierbar, spricht man auch von Granitgneis oder Gneisgranit.

## Vorkommen

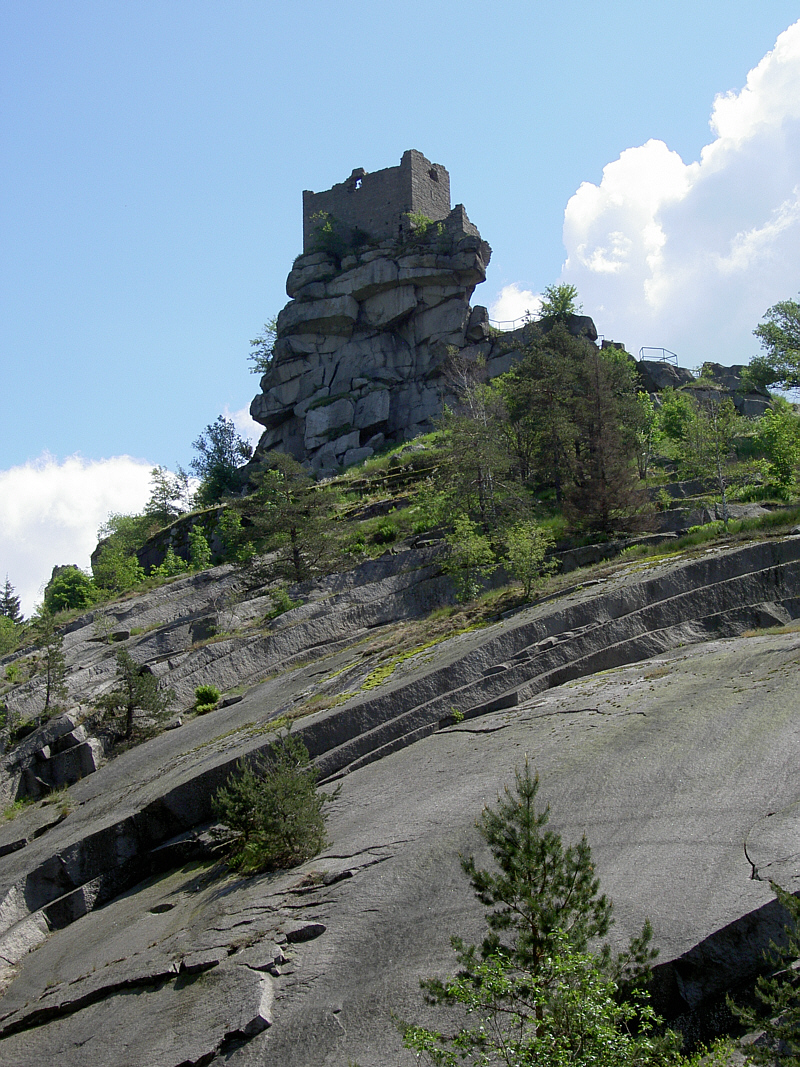
Großflächig aufgeschlossener, konzentrisch geklüfteter Granit auf dem Schlossberg Flossenbürg in der Oberpfalz („Flossenbürger Granit“, Karbon)

Granite gehören zu den häufigsten Gesteinen innerhalb der kontinentalen Erdkruste. Sie finden sich auf allen Kontinenten. Granitplutone bilden sich in verschiedenen plattentektonischen Szenarien (siehe Granitgenese). So können in kontinentaler Unterkruste granitoide Magmen bei Krustendehnungsvorgängen (Grabenbruchbildung, postorogener Kollaps) infolge von Druckentlastung und/oder Temperaturerhöhung durch sogenanntes „Mantel-Upwelling“ aufschmelzen und entlang von Störungsbahnen aufdringen und dabei zu granitischen Magmen differenzieren, die schließlich steckenbleiben und auskristallisieren (A-Typ- und S-Typ-Granite). Aber auch in Ozean-Kontinent-Subduktionszonen können Magmen infolge der Schmelzpunktabsenkung des Mantelgesteins durch aus der abtauchenden Platte entweichendes Kristallwasser aufschmelzen, aufsteigen, mehr oder weniger stark ausdifferenzieren und nach und nach komplexe plutonische Gesteinskörper (Batholithe) aus Graniten (I-Typ-Granite; unter bestimmten Voraussetzungen auch S-Typ-Granite), Granodioriten und Dioriten bilden.

### Granitvorkommen in Mitteleuropa

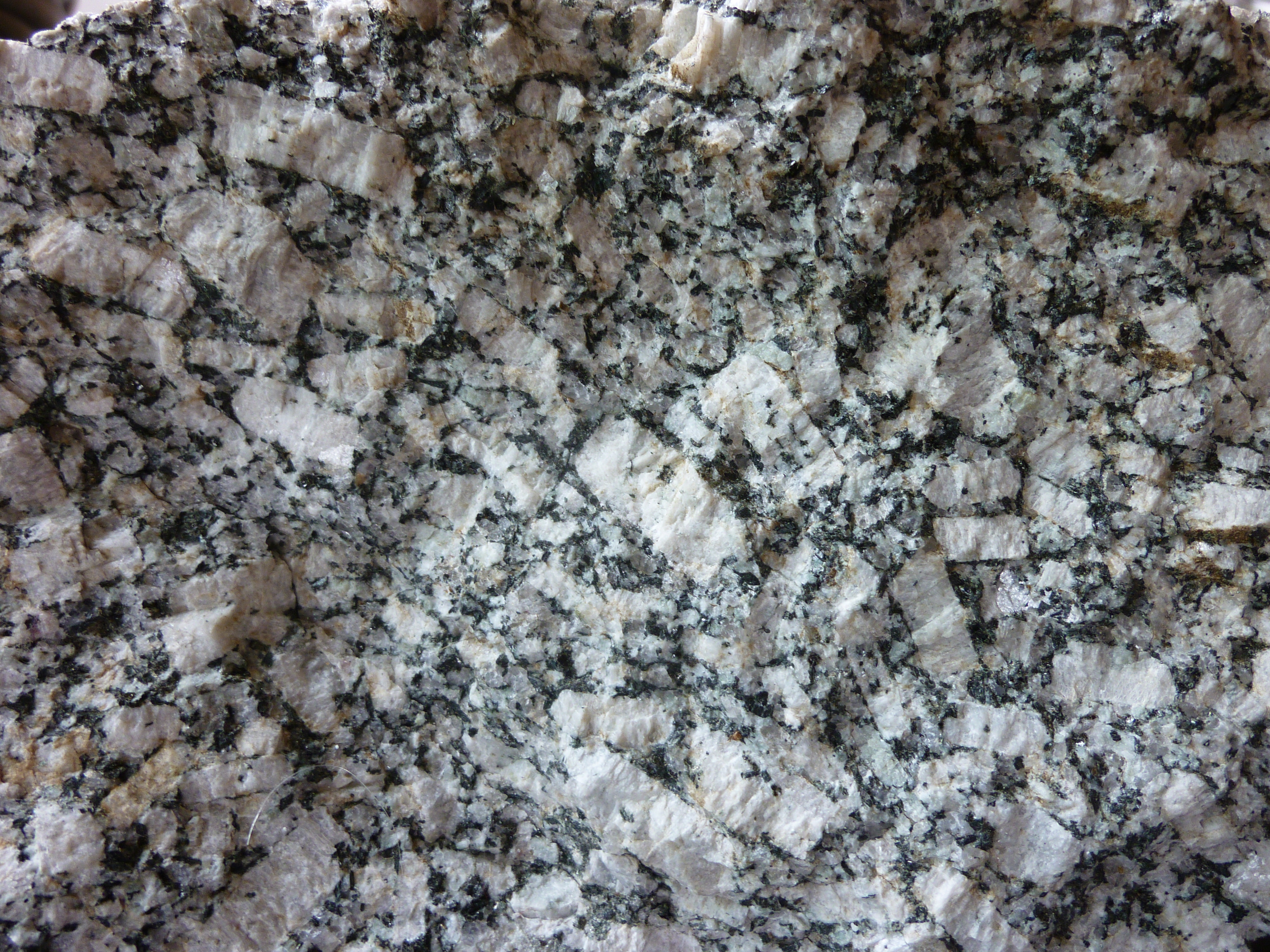
Porphyritischer karbonischer Granit („Punteglias-Granit“) des Aarmassivs (variszisches Grundgebirge des Helvetikums, Schweizer Alpen)

- Alpen: nur geringumfänglich vertreten, z. B. Aarmassiv (Grimselpass), Gotthardmassiv, Mont-Blanc-/Aiguilles-Rouges-Massiv, Bergell, Ivrea-Zone, bei Brixen in Südtirol (Brixner Granit)
- Bayerischer Wald (Böhmische Masse)
- Erzgebirge/östl. Vogtland (Böhmische Masse): Kirchberger Granitmassiv, Eibenstocker Granit, Bergener Granit
- Fichtelgebirge (Böhmische Masse): Kösseine
- Harz: Brockengebiet, Ostflanke des Okertals zwischen Romkerhalle und Harznordrand (u. a. Huthberg mit Kästeklippen) und Ramberg
- Lausitz (Böhmische Masse), dort meist aber Granodiorit (siehe Lausitzer Granitmassiv, Lausitzer Granit)
- Oberpfälzer Wald (Böhmische Masse)
- Odenwald
- Schwarzwald
- Thüringer Wald
- Mühlviertel und Waldviertel (beides Böhmische Masse) in Österreich
- Böhmisch-Mährische Höhe (insbes. Eisengebirge) und Isergebirge (beides Böhmische Masse) in Tschechien
- Riesengebirge bei Schreiberhau, Strehlener Granitmassiv und Granitmassiv Striegau-Zobten (alles Böhmische Masse) in Polen
- zentrale Vogesen in Ostfrankreich (Elsass und Lothringen)

Granite findet man auch sehr häufig als eiszeitliches Geschiebe in den pleistozänen Tiefländern Mittel-, Nord- und Osteuropas.

### Verwitterung und Bodenbildung

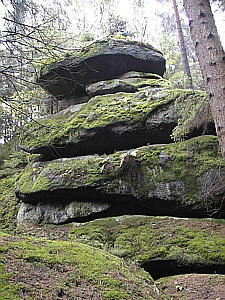
Durch Wollsackverwitterung geformte Granitklippe im Oberpfälzer Wald

Gerät Granit durch Hebung der regionalen Erdkruste und daraus resultierender Erosion der darüber befindlichen Gesteine näher an die Erdoberfläche neigt er dazu, infolge der Druckentlastung (Abnahme des lithostatischen Drucks) eine rechtwinklige Klüftung auszubilden. Gerät das Gestein noch näher an die Oberfläche, sodass es versickerndem Niederschlagswasser und witterungsbedingten Temperaturschwankungen ausgesetzt ist, beginnt die Verwitterung zu wirken. Rechtwinklige Klüftung und Verwitterung führen bei schließlich freigelegtem Granit häufig zur Ausbildung matratzenförmiger Blöcke. Dies wird als Wollsackverwitterung bezeichnet.
Bei der Verwitterung von Granit entsteht ein sandartiges Material, welches Granitgrus (auch Granitgruß) genannt wird. Dieser eignet sich auch als Wegebaumaterial, Zuschlagsstoff für Kalkmörtel und kann im Erd- und Grundbau auch als Dichtung eingesetzt werden. Granitgrus gewann man beispielsweise lange Zeit aus den Vorkommen des Bergener Massivs im Vogtland und verwendete ihn in der Region als Wege-, Bau- und Scheuersand. Die Vergrusung tritt dort in einer Mächtigkeit von bis zu mehreren Metern auf.
Aufgrund ihres hohen Quarzanteils entstehen auf Graniten im Allgemeinen nährstoffarme Böden, die außerdem zur Versauerung neigen. Unter den nicht zuletzt durch die Mittelgebirgslage bestimmten klimatischen Bedingungen finden sich in Mitteleuropa, je nach Wasserangebot und Entwicklungstiefe des Bodens, meistens Ranker oder Braunerden, seltener Podsole, die zumeist forstwirtschaftlich genutzt werden.

## Verwendung

### Überblick

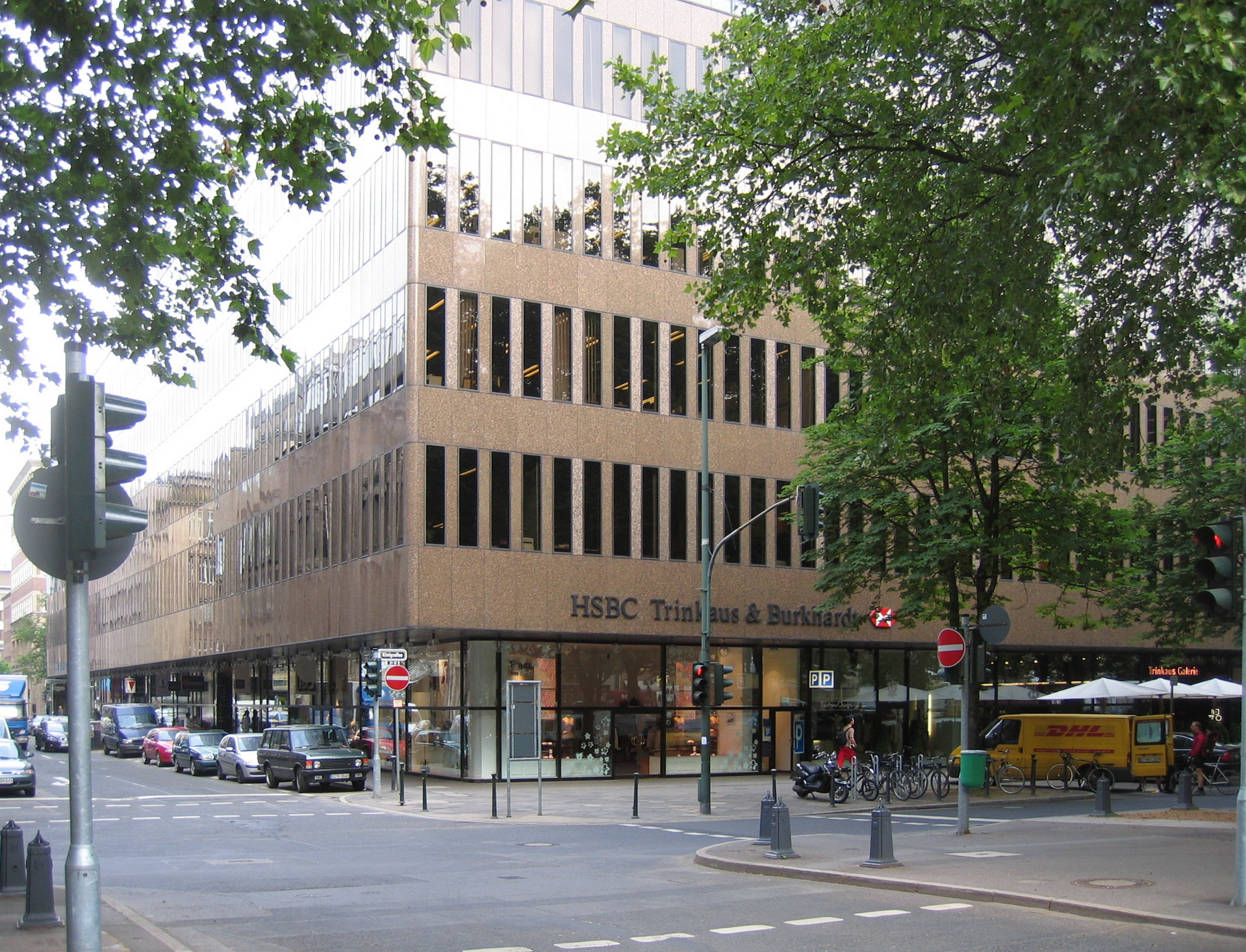
Ein Beispiel für den Granit Gotenrot als Fassadenbekleidung am Trinkaus-Gebäude in Düsseldorf

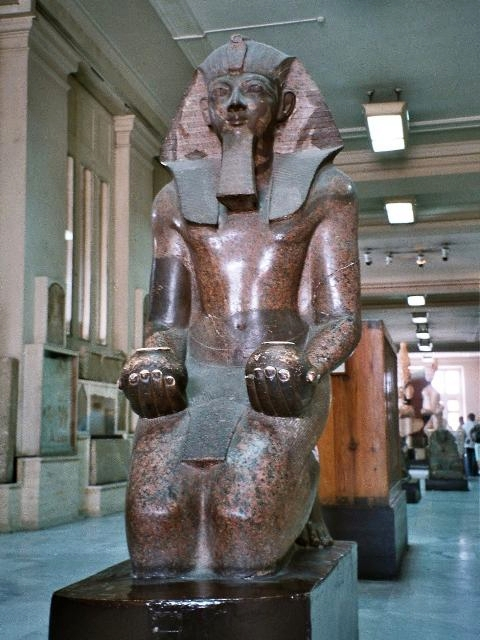
Statue der Hatschepsut aus Rosengranit

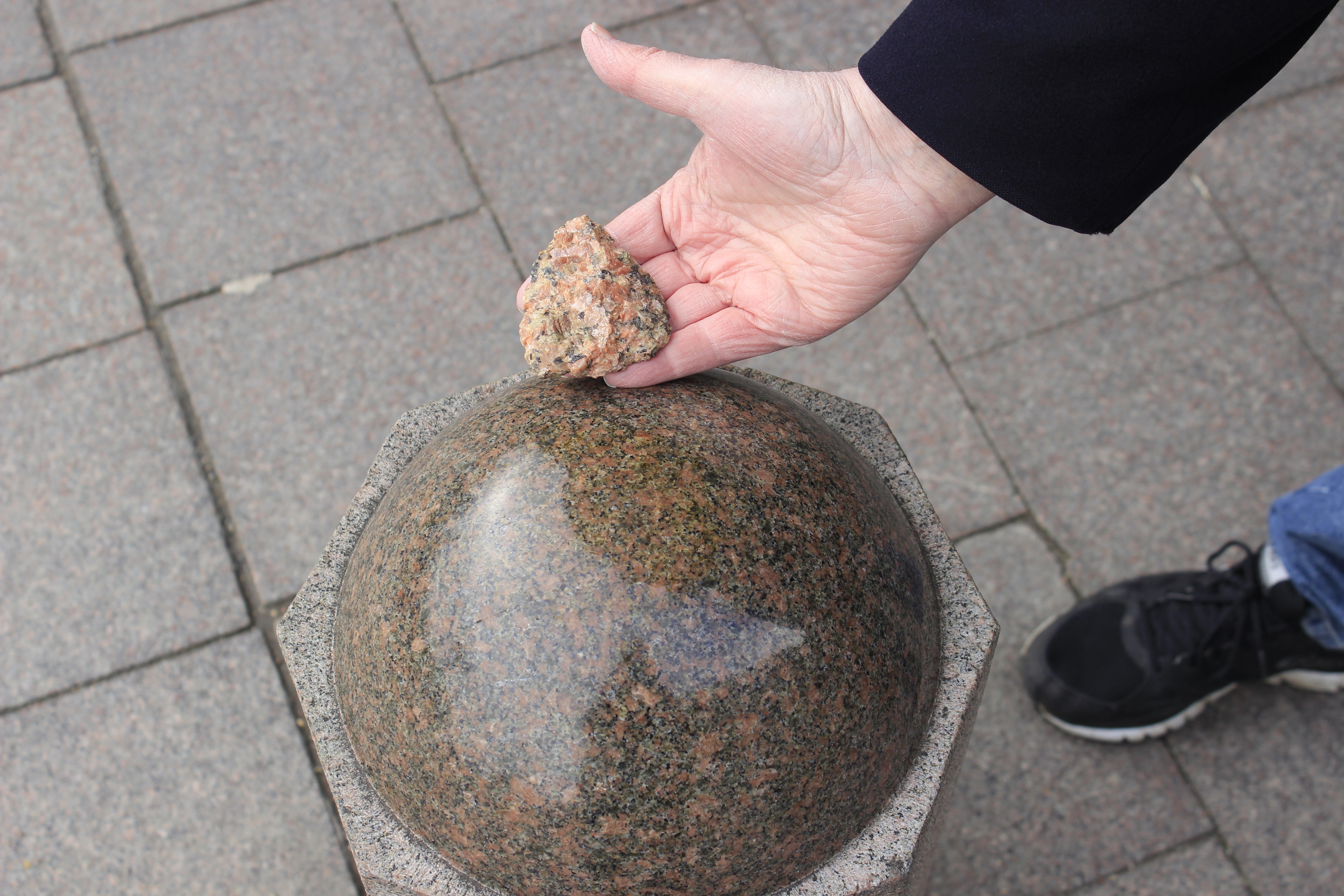
Poller aus dem Granit Bohus Röd am Hamburger Rathaus

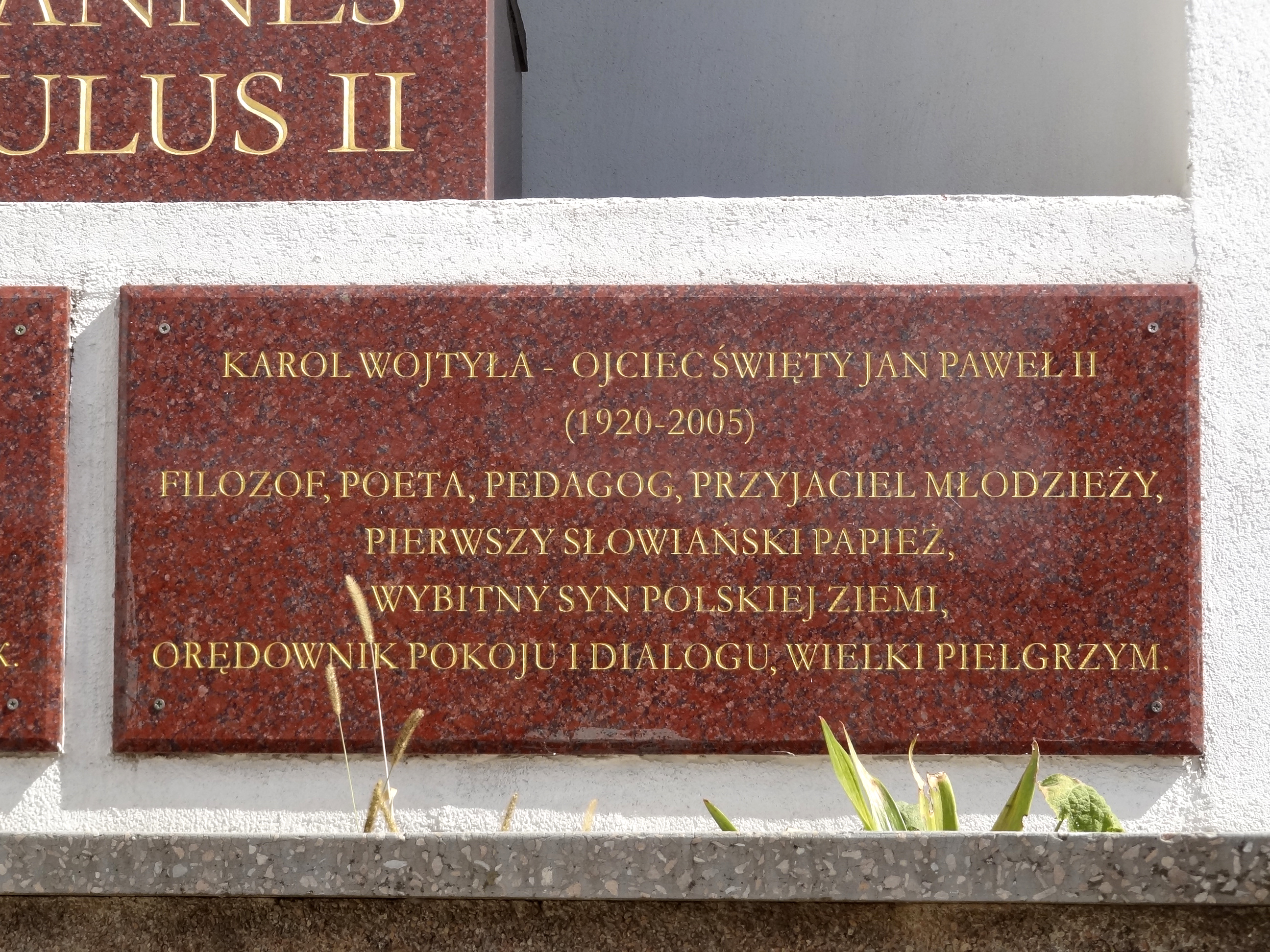
Gedenktafel aus rotem Granit, darunter eine Mauer aus künstlichem Granit, Winnyzja

Granite haben wegen ihrer überwiegend guten Festigkeitseigenschaften und meist guten Wetterbeständigkeit und wegen ihrer guten Schleif- und Polierbarkeit eine große wirtschaftliche Bedeutung im Bauwesen, werden aber auch in speziellen Bereichen des Maschinenbaus, des Werkzeugbaus und für Messeinrichtungen eingesetzt. Sie finden sich:
- im Straßenbau als Pflasterstein, Bordstein, Gehwegplatte, Schotter, Poller
- im Bauwesen häufig als Außenwandbekleidung, Profilstücke und Bodenbelag
- im Innenausbau als Wandbekleidung, Treppen- und Bodenbelag, Fensterbank
- in der Innenausstattung als Tischplatte, Küchenarbeitsplatte, Thekenabdeckung, Waschtisch
- im Gartenbau als Kantenstein, Brunnen, Vogeltränke, Säule und Stele, Bruchsteinmauerwerk, Findling
- in der Kunst als Denkmalsockel und für Plastiken, Grabmale
- in Technik- und Wissenschaftsbereichen als vibrations- und wärmedehnungsminimierte Platte oder optische Bank, für Anreißplatten, Messplatten etc.
- im Sport als Curlingstein

Verwendet wird Granit seit alters her auch in der Steinbildhauerei. Da es sich im arbeitstechnischen Sinne um ein Hartgestein handelt und bei der Ausformung händische Techniken verwendet werden, die einen hohen körperlichen und technischen Aufwand fordern, sind Granit-Skulpturen seltener als solche aus Weichgesteinen.

### Regeln für die Verwendung im Bauwesen
Nachfolgend ist ein typisches Anforderungsprofil technischer Werte mit europäischen Prüfungnormen für belastete Bereiche aufgeführt:
- Wasseraufnahme nach EN 1925: < 0,32 Gewichtsprozent
- Druckfestigkeit nach EN 1926: > 160 N / mm²
- Biegezugfestigkeit nach EN 12372: > 13 N / mm²
- Abrieb nach EN 14231: < 6,5 cm³
- Frostbeständigkeit nach EN 12371
- Salzbeständigkeit nach EN 12370
- Reindichte, Rohdichte nach EN 1936: 2800 kg/m³

Grobkörnige Granite haben schlechtere Druck- und Biegezugwerte als die fein- bis mittelkörnigen. Eingelagerte Minerale können zu Verfärbungen führen.
In den gelb gefärbten Graniten hat sich Hämatit zu Limonit verwandelt. Dieser Prozess hat sich in der Natur über Zehntausende von Jahren oberflächennah vollzogen und kann sich bei falschem Mörteleinsatz innerhalb kurzer Zeiträume vollziehen. Es kann durchaus sein, dass sich zudem die Gelbfärbung der Granite durch eine Umwandlung des Feldspats und Biotits punktuell vollzogen hat.

### Natursteinsorten (Auswahl)
Granit wird in vielen Natursteinsorten abgebaut und verwendet, darunter:
- Bianco Sardo und Rosa Sardo von Sardinien
- Blauenthaler Granit (Blauenthal, Sachsen)
- Bohus aus Schweden
- Epprechtstein-Granit (Epprechtstein, Fichtelgebirge)
- Flossenbürger Granit (Oberpfalz, Bayern)
- Friedeberger Granit aus Tschechien
- Kösseine-Granit (Kösseine, Fichtelgebirge): Der einzige blaue Granit in Deutschland
- Mauthausner Granit aus Mauthausen, dem Mühlviertel und weiteren Steinbrüchen in Böhmen, Mähren, Bayern sowie südlich der Donau
- Meißner Granit (Meißen, Sachsen)
- Quimbra aus Schweden (südöstliche Küste Smålands)
- Raumünzach-Granit (Forbachgranit, Nordschwarzwald, Baden-Württemberg)
- Rosa Porriño aus Spanien
- Tittlinger Granit (Tittling, Bayerischer Wald)
- Wildenauer Granit (Wildenau, Sachsen)
- Wurmberg-Granit (Harz, Niedersachsen)

## Radioaktivität

### Petrologischer Hintergrund
Im Zuge der magmatischen Differenziation erfolgt in der Schmelze eine Anreicherung mit radioaktiven Elementen, insbesondere mit Uran und Thorium. Daher weisen saure Magmatite wie Granit und Rhyolith einen generell höheren Anteil solcher Elemente auf als basische Magmatite. Uran und Thorium sind hierbei vor allem in akzessorischen schwach radioaktiven Mineralen wie Zirkon, Titanit und Apatit enthalten. Zudem besitzen Granitoide einen höheren Anteil an Kaliumfeldspäten (Orthoklas, Mikroklin) als mafische Magmatite, und ein geringer Anteil des Kaliums in diesen Feldspäten liegt in Form des radioaktiven Isotops Kalium-40 vor. Auch der in Graniten üblicherweise enthaltene Hellglimmer Muskovit enthält viel Kalium. Durch den relativ hohen Uran-, Thorium- und Kaliumgehalt gehören Granitoide zu den am stärksten strahlenden Gesteinen überhaupt.
Durch die enorme Energiedichte von Uran und Thorium hat Granit pro Gewichtseinheit einen höheren Heizwert als Kohle. Allerdings ist es derzeit deutlich billiger, Uran in „konventionellen“ Minen zu gewinnen. Auch die Extraktion von Uran aus Meerwasser, in dem es mit ca. 3,3 Mikrogramm pro Liter enthalten ist, erscheint mit derzeit verfügbarer Technologie billiger als die allfällige Gewinnung von Uran oder Thorium aus Granit.

### Gesundheitsrisiko
Die Gesundheitsgefährdung durch die Strahlenbelastung, welche von Granitplatten im Haushalt beziehungsweise dem aus diesen entweichenden Zerfallsprodukt Radon ausgeht, ist gegenüber der natürlichen Hintergrundstrahlung oder anderen Strahlenquellen, beispielsweise Röntgentechnik, vernachlässigbar. David J. Brenner, Direktor des Zentrum für Radiologie Forschung an der Columbia University in New York, schätzt, dass die Gefahr einer Krebserkrankung aufgrund der Strahlenbelastung durch Granitplatten im Haushalt (selbst wenn diese sehr stark angereichert sind) im Bereich eins zu einer Million liegt. Geht man davon aus, dass das Linear No Threshold Modell nicht im Niedrigdosisbereich zutrifft kann der Effekt sogar inexistent oder positiv sein.
Es kann allerdings vorkommen, dass Regionen mit besonders granithaltigem Gestein lokal erhöhte Radonkonzentrationen aufweisen. Hier kann eine entsprechende Messung (vor allem in Kellerräumen, da Radon eine höhere Dichte als Luft aufweist) Aufschluss geben, ob Handlungsbedarf besteht.

## Weitere Besonderheiten
Besonderheiten sind auch die „polsterartige“ Verwitterung (Wollsackverwitterung) und die dabei unter begünstigenden Bedingungen auftretende moosüberwachsene Oberfläche, der beim weiteren Zerfall bodenbildende Grus (kleinkörnige Zerfallsprodukte des Gesteins), die Entstehung von Blockheiden und Hochmooren.
Landschaftsformen dieser Art sind mitunter Gegenstand einer touristischen Vermarktung in „mystischen Projekten“ und Seminaren. An Wackelsteinen kann man seine Kräfte messen. Aus erodiertem und an anderer Stelle wieder abgelagertem Granitgrus (nunmehr als granitischer Detritus bezeichnet) gehen Arkosen, und durch nachträgliche chemische Umwandlung der Feldspäte tonmineralreiche Sandsteine hervor (vgl. z. B. Monte Kaolino).